# Graf von Villalta
Graf von Villalta ist ein italienisches Adelsprädikat. Dieser Titel bezieht sich auf Villalta in Kastilien, ein Dorf in der Nähe der Stadt Burgos und ist mit der gleichnamigen Burg bei Udine nicht zu verwechseln.
Der Titel Graf von Villalta wurde im Jahr 1629 von König Philipp IV. an Ottavio Corsetto aus Palermo vergeben, der am 20. August 1672 mit dieser Grafschaft investiert wurde. Auf dem Erbweg kam dieser Adelstitel an die Familie Siracusa, eine alte spanische Familie, die auf Sizilien seit 1283 dokumentiert ist.